# 44597 Thoreau
44597 Thoreau este un asteroid din centura principală, descoperit pe 6 august 1999, de Jana Tichá și Miloš Tichý.